# Exfoliació (mineralogia)

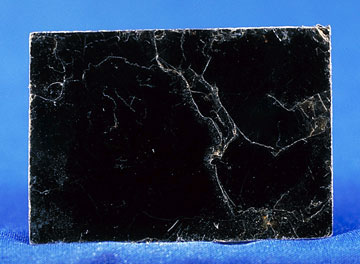
Làmina de biotita (mica negra)

L'exfoliació és la tendència d'un mineral a trencar-se per plans paral·lels, a causa de l'existència de plans amb enllaços febles.
En l'estructura cristal·lina dels minerals alguns enllaços són més febles que uns altres. En alguns minerals, com la mica la disposició dels àtoms segueix una disposició laminar, en què cada àtom està unit amb enllaços forts als àtoms veïns del mateix pla i amb enllaços febles als àtoms propers dels plans veïns. Quan se sotmet el mineral a tensió tendeixen a trencar-se els enllaços febles d'un mateix pla, de manera que el mineral es trenca en làmines (o en fulles, que d'aquí ve el terme exfoliació). No tots els minerals tenen plans definits d'exfoliació, però els que sí que els posseïxen poden ser identificats per les superfícies llises distintives que es produïxen quan es trenca el mineral.
El tipus més senzill d'exfoliació és de les miques, atès que aquestes tenen enllaços febles en una direcció i s'exfolien formant làmines planes i molt primes.
El terme també s'aplica a algunes roques d'estructura laminar, com la pissarra que tendeixen a trencar-se seguint plans definits.